# الهلال الأحمر التركي

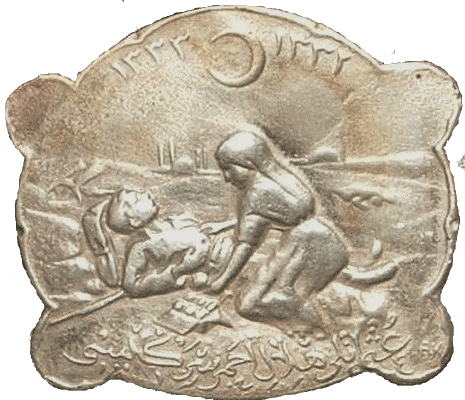
شعار جمعية الهلال الأحمر بالميدالية الفضية أيام الحكم العثماني.

الهلال الأحمر التركي (بالتركية: Türk Kızılay)، هي أكبر منظمة إنسانية في تركيا، وجزء من جمعية الصليب والهلال الأحمر الدولي.
مثل نظيراتها في بلدان أخرى، فهي منظمة غير حكومية. جميع جمعيات ومنظمات الهلال الأحمر داخل الأراضي العثمانية السابقة هي في الأساس كانت جزء من جمعية الهلال الأحمر.

## تاريخ
تأسست المنظمة في عصر الدولة العثمانية في 11 يونيو عام 1868م، وكان اسمه «جمعية الهلال الأحمر» (بالتركية: Hilâl-i Ahmer Cemiyeti هلالي أحمر جمعيتي). أعاد تسميته أتاتورك إلى الاسم الحالي في عام 1935م، بعد تأسيس الجمهورية التركية وإلغاء الخلافة الإسلامية.

## صور

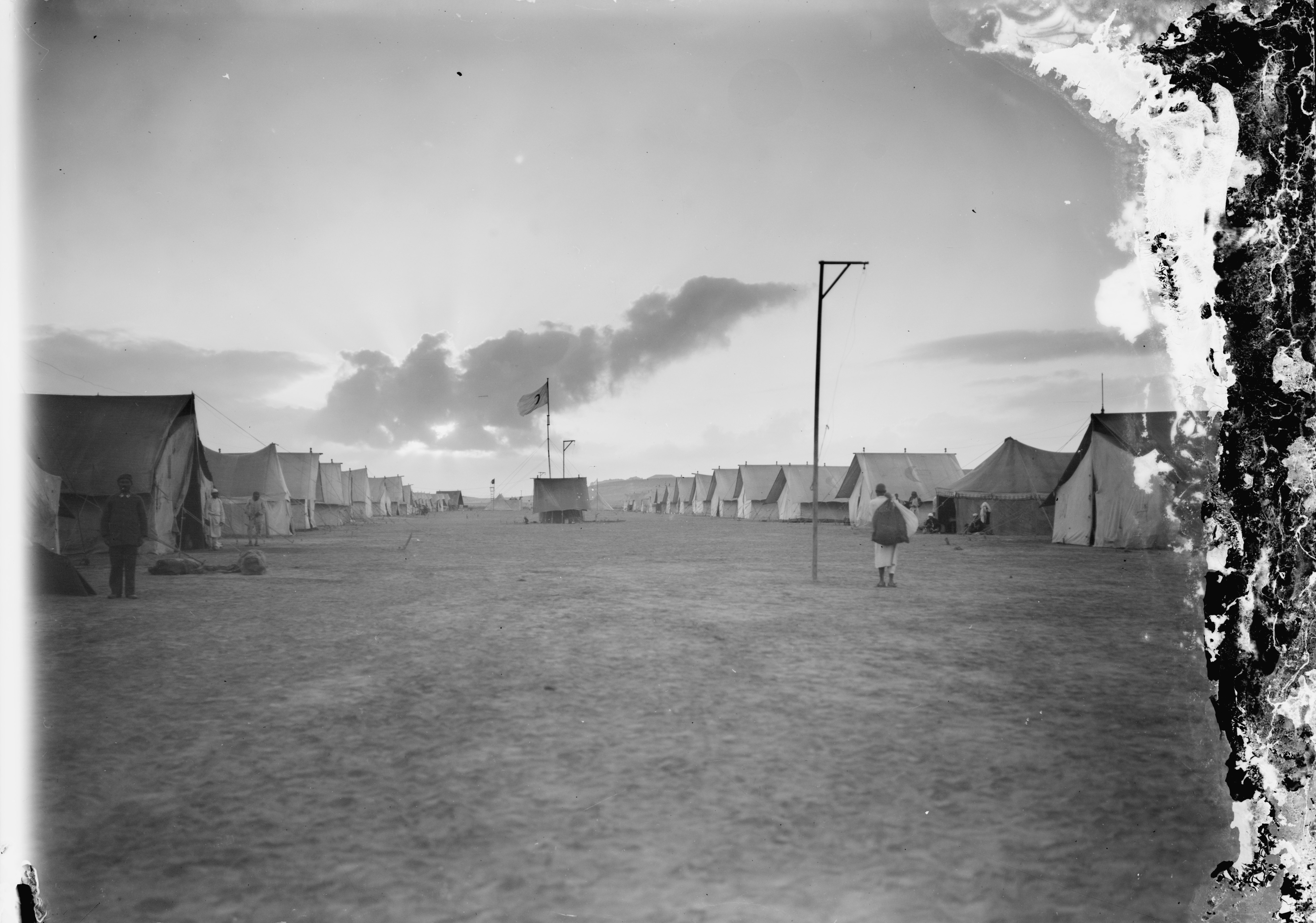
مستشفى ميداني للهلال الأحمر التركي، 1916
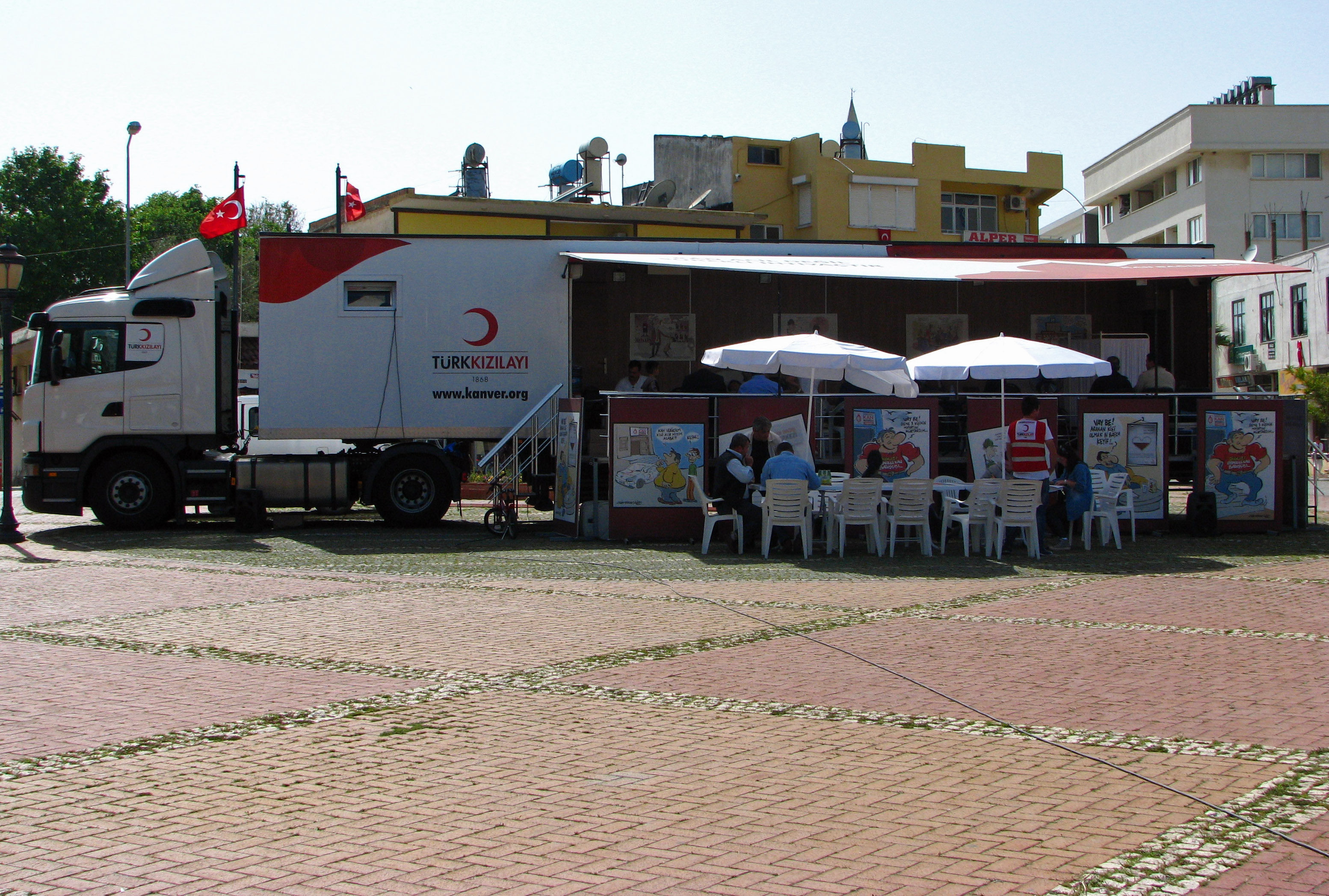
، مركز تبرع بالدم متنقل للهلال الأحمر التركي، في محافظة أنطاليا، 2012.
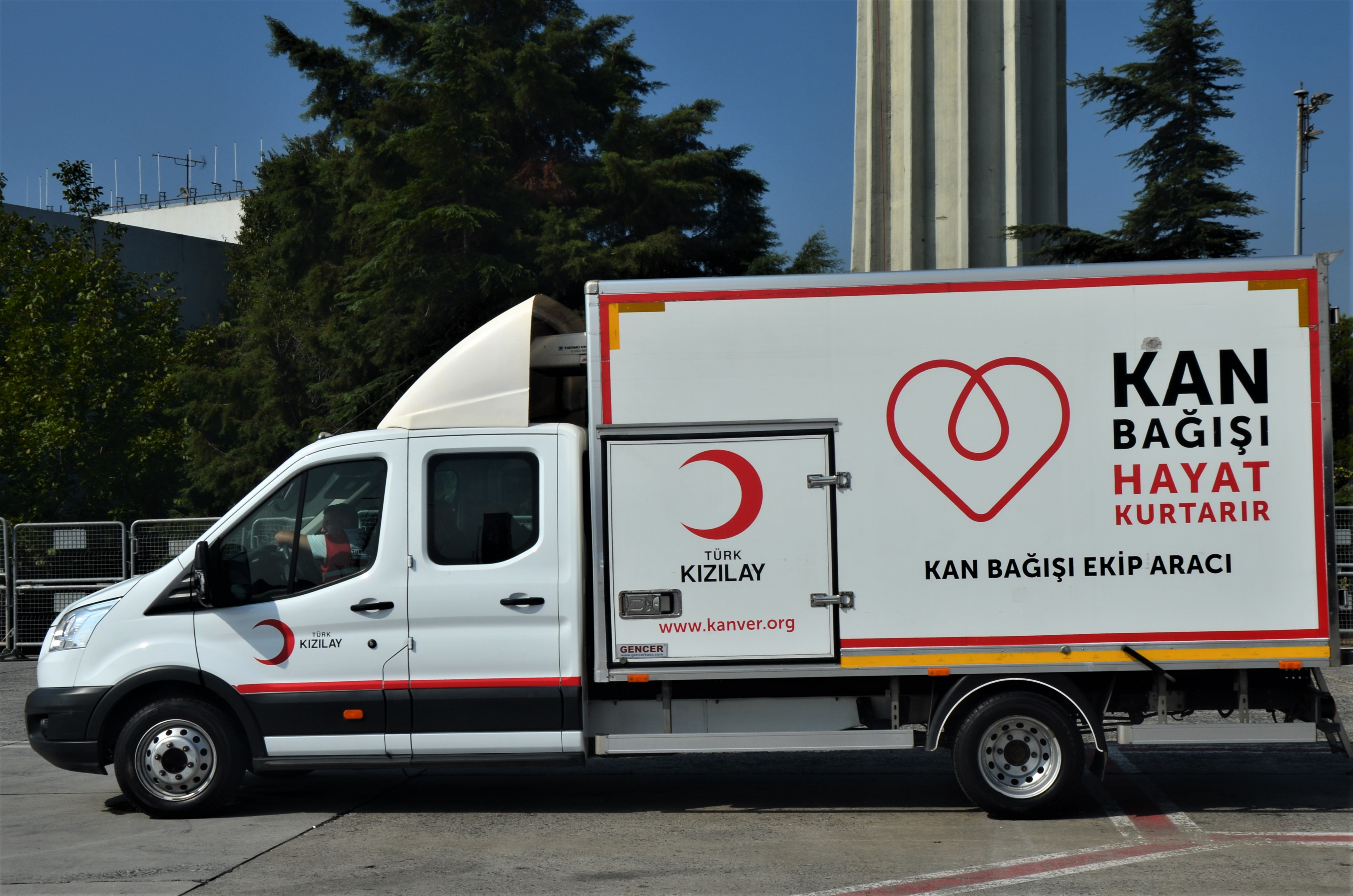
مركز تبرع بالدم متنقل للهلال الأحمر التركي، 2019 .
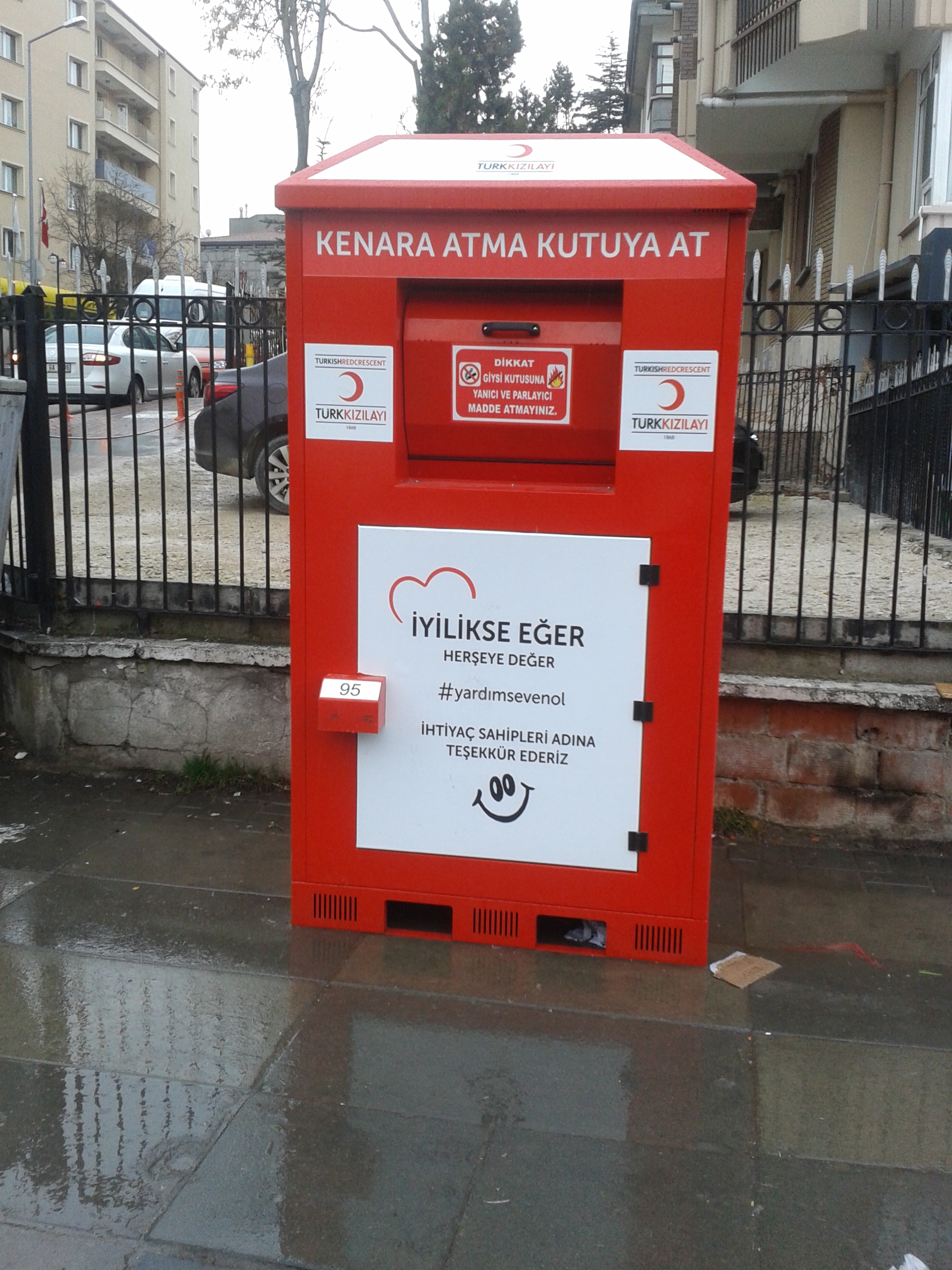
صندوق للتبرعات للملابس أو لألعاب الأطفال، أو الكتب، في أنقرة، 2018 .